# Lekkoatletyka na Letnich Igrzyskach Olimpijskich 1912 – rzut młotem mężczyzn
Rzut młotem mężczyzn był jedną z konkurencji lekkoatletycznych rozgrywanych podczas V Igrzysk Olimpijskich w Sztokholmie. Zawody zostały rozegrane 14 lipca na Stadionie Olimpijskim.
Od lat dziewięćdziesiątych XIX wieku, rzut młotem zdominował Amerykanin irlandzkiego pochodzenia John Flanagan. Zdobył on trzy olimpijskie złota (1900, 1904, 1908), siedmiokrotnie wygrał mistrzostwa amatorów (1897-99, 1901-02, 1906-07) i ustanowił piętnaście rekordów świata. Od roku 1907 rywalizował z Amerykaninem McGrathem.
McGrath zdominował konkurs olimpijski w Sztokholmie. Wygrał złoto wynikiem 54,74 metra, wyprzedzając srebrnego medalistę, Kanadyjczyka Gillisa o 6,35 m. Czwarta odległość McGratha była lepsza o 4,44 metra od najlepszej próby Gillisa. 

## Wyniki
| Miejsce | Zawodnik        | Eliminacje | Eliminacje | Eliminacje | Eliminacje | Finał | Finał | Finał | Najlepsza próba |  |
| Miejsce | Zawodnik        | 1          | 2          | 3          | Miejsce    | 4     | 5     | 6     | Najlepsza próba |  |
| ------- | --------------- | ---------- | ---------- | ---------- | ---------- | ----- | ----- | ----- | --------------- |  |
| 1       | Matt McGrath    | 54.13      | —          | —          | 1.         | 52.83 | 53.90 | 54.74 | 54.74           |  |
| 2       | Duncan Gillis   | 46.17      | —          | 48.39      | 2.         | —     | 47.24 | —     | 48.39           |  |
| 3       | Clarence Childs | 48.17      | —          | —          | 3.         | —     | —     | —     | 48.17           |  |
|         |                 |            |            |            |            |       |       |       |                 |  |
| 4       | Robert Olsson   | 39.56      | 46.50      | —          | 4.         |       |       |       | 46.50           |  |
| 5       | Carl Johan Lind | 45.06      | —          | 45.61      | 5.         | 45.61 |       |       |                 |  |
| 6       | Denis Carey     | 38.99      | 43.78      | —          | 6.         | 43.78 |       |       |                 |  |
| 7       | Nils Linde      | 43.32      | —          | —          | 7.         | 43.32 |       |       |                 |  |
| 8       | Carl Jahnzon    | 39.18      | 42.58      | —          | 8.         | 42.58 |       |       |                 |  |
| 8       | Ralph Rose      | —          | 40.80      | 42.58      | 8.         | 42.58 |       |       |                 |  |
| 10      | Arvid Åberg     | —          | —          | 41.11      | 10.        | 41.11 |       |       |                 |  |
| 11      | Gunnar Johnson  | 38.66      | 39.92      | —          | 11.        | 39.92 |       |       |                 |  |
| 12      | Ben Sherman     | 38.71      | —          | 38.77      | 12.        | 38.77 |       |       |                 |  |
| 13      | Viktor Hackberg | —          | —          | 38.44      | 13.        | 38.44 |       |       |                 |  |
| 14      | Simon Gillis    | —          |            |            | 14.        | Brak  |       |       |                 |  |